# Neobidessus persimilis
Neobidessus persimilis är en skalbaggsart som först beskrevs av Régimbart 1895.  Neobidessus persimilis ingår i släktet Neobidessus och familjen dykare. Inga underarter finns listade i Catalogue of Life.